# 7352 Hypsenor
7352 Hypsenor è un asteroide troiano di Giove del campo troiano. Scoperto nel 1994, presenta un'orbita caratterizzata da un semiasse maggiore pari a 5,1274825 au e da un'eccentricità di 0,0377790, inclinata di 8,18303° rispetto all'eclittica.
L'asteroide è dedicato a Ipsenore, figlio di Ippaso.